# سارة طوماس (كاتبة)
سارة طوماس (بالإنجليزية: Sarah Thomas)‏‏ (14 سبتمبر 1934 في ثيروفانانثابورام - 31 مارس 2023) روائية من الهند.